# Breanne Benson
Breanne Benson (Tirana, 22 april 1984) is een Albanees-Amerikaanse pornoactrice.
Breanne Benson, geboren als Bendetta Hamzai in Tirana, de hoofdstad van Albanië, verhuisde op zevenjarige leeftijd met haar familie naar de Verenigde Staten. Ze maakte voor het eerst kennis met de pornoindustrie door haar vriendin en pornoactrice Tanya James, die haar meenam naar een scène met collega Tony Pound. In 2003 maakte ze haar debuut in de pornoindustrie. Na een korte stop in 2004 pakte ze haar pornografische werkzaamheden in 2009 weer op.

## Nominaties
- 2005 - AVN Awards: Best All-Girl Sex Scene – Hook Ups 5 met Isabella Camille.[3]
- 2011 - AVN Awards: Best All-Girl Three-Way Sex Scene – Lust met Alektra Blue, Asa Akira[4]
- 2011 - AVN Awards: Best Group Sex Scene – The Breakfast Club: A XXX Parody met Tessa Taylor, Brooke van Buuren & Levi Cash[4]
- 2011 - XBIZ Awards: Female Performer of the Year[5]
- 2012 - AVN Awards: Best Oral Sex Scene – American Cocksucking Sluts met Kagney Linn Karter, Allie Haze[6]

## Prijzen
- 2011 - Penthouse: "Pet of Month"[7]